# Gare de Hove (Belgique)
Pour les articles homonymes, voir Gare de Hove.
La gare de Hove (station Hove en néerlandais) est une gare ferroviaire belge des lignes 25 et 27, de Bruxelles-Nord à Anvers, située sur le territoire de la commune de Hove, dans la province d'Anvers en région flamande.
Elle est mise en service en 1888. C’est un arrêt sans personnel de la Société nationale des chemins de fer belges (SNCB) desservie par des trains Suburbains (S) de la ligne S1 du RER bruxellois.

## Situation ferroviaire

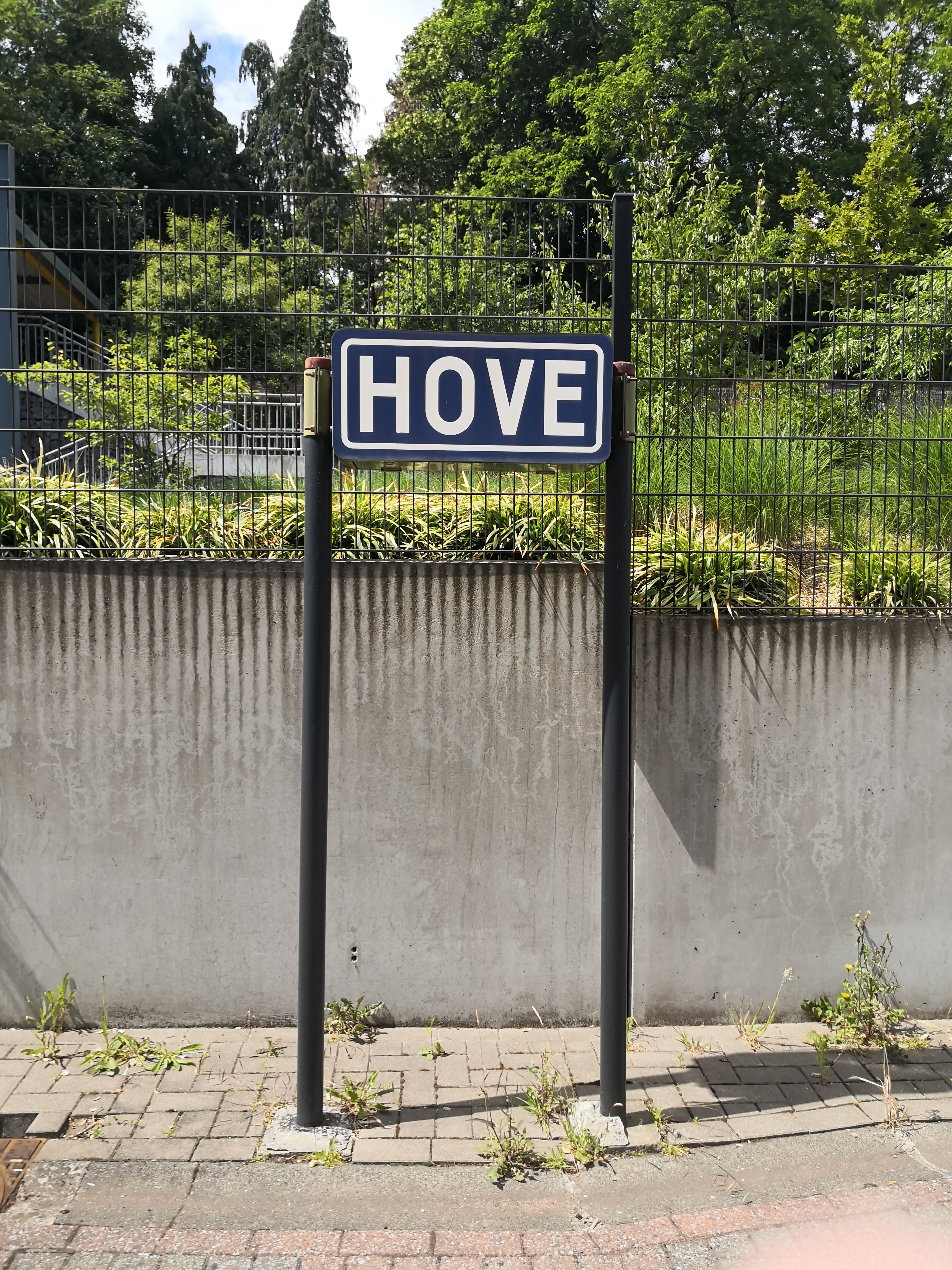
Signalétique de quai.

La halte de Hove est située sur les lignes 25 de Bruxelles-Nord à Anvers-Luchtbal et 27 de Bruxelles-Nord à Anvers-Central, respectivement entre les gares ouvertes de Kontich-Lint et Mortsel-Oude-God, et de Kontich-Lint et Mortsel-Liersesteenweg.

## Histoire
Un point d'arrêt est mis en service à Hove par l'Administration des chemins de fer de l’État belge sur la ligne de Bruxelles à Anvers le 10 août 1888. Elle se trouve au passage à niveau de la Kapelletraat (rue de la Chapelle) et est originellement desservie seulement les vendredis par deux trains de voyageurs.
Simple point d'arrêt administré depuis la gare du Vieux-Dieu, elle devient une halte en 1898. La maison de garde-barrière dont le volume principal avait été surhaussé, porté à 4 travées et complété d'ailes sur le côté, est complétée par une salle d'attente. En 1892 il s'agit d'une simple caisse de wagon en bois. En 1898, un pavillon de quatre travées (correspondant au plan type 1893 mais sans corps de logis ni de dépendances) est ajouté, le guichet et la salle d'attente servent les voyageurs des 27 trains quotidiens tandis que le magasin des colis intégré à ce bâtiment motive l'arrêt de deux trains de marchandises par jour.
Le site de la gare est réaménagé vers 1932 lorsque cette section de la ligne 25 est portée à quatre voies tandis que le passage à niveau est remplacé par un pont, prélude à l'électrification de la ligne. Le nouveau bâtiment daterait de 1932.
Le guichet et la salle d'attente ferment en 2005. Hove est redevenue un point d'arrêt mais le bâtiment de la gare est devenu une brasserie appelée Bar Eduard.

## Service des voyageurs

### Accueil
Halte SNCB, c'est un point d'arrêt non géré (PANG) à accès libre. L'achat de titres de transports s'effectue par l'automate de vente.

### Desserte
Hove est desservie par des trains Suburbains (S1) de la SNCB qui effectuent des missions sur la ligne commerciale 25 (voir brochure SNCB).
La desserte, cadencée à l’heure, comprend, en semaine et le samedi, des trains S1 reliant Anvers-Central à Nivelles via Malines, Bruxelles-Nord, Bruxelles-Midi et Braine-l’Alleud.
Le dimanche, il n'y a qu'un train par heure.

### Intermodalité
Un parc pour les vélos et un parking pour les véhicules y sont aménagés.

## Comptage voyageurs
Ce graphique et tableau montre le nombre de voyageurs embarquant en moyenne durant la semaine, le samedi et le dimanche.
| Nombre de passagers qui embarquent à la gare de Hove | Nombre de passagers qui embarquent à la gare de Hove | Nombre de passagers qui embarquent à la gare de Hove | Nombre de passagers qui embarquent à la gare de Hove |
|                                                      | Semaine                                              | Samedi                                               | Dimanche                                             |
| ---------------------------------------------------- | ---------------------------------------------------- | ---------------------------------------------------- | ---------------------------------------------------- |
| 1977                                                 | 1 096                                                | 304                                                  | 268                                                  |
| 1978                                                 | 1 123                                                | 349                                                  | 258                                                  |
| 1979                                                 | 1 173                                                | 357                                                  | 247                                                  |
| 1980                                                 | 1 205                                                | 328                                                  | 273                                                  |
| 1981                                                 | 1 019                                                | 342                                                  | 270                                                  |
| 1982                                                 | 1 101                                                | 308                                                  | 229                                                  |
| 1983                                                 | 1 012                                                | 244                                                  | 235                                                  |
| 1984                                                 | 781                                                  | 193                                                  | 178                                                  |
| 1985                                                 | 788                                                  | 167                                                  | 220                                                  |
| 1986                                                 | 717                                                  | 141                                                  | 99                                                   |
| 1987                                                 | 726                                                  | 166                                                  | 124                                                  |
| 1988                                                 | 636                                                  | 188                                                  | 112                                                  |
| 1989                                                 | 563                                                  | 130                                                  | 124                                                  |
| 1990                                                 | 638                                                  | 201                                                  | 119                                                  |
| 1991                                                 | 631                                                  | 130                                                  | 138                                                  |
| 1992                                                 | 671                                                  | 142                                                  | 104                                                  |
| 1993                                                 | 591                                                  | 159                                                  | 130                                                  |
| 1994                                                 | -                                                    | -                                                    | -                                                    |
| 1995                                                 | 438                                                  | 139                                                  | 87                                                   |
| 1996                                                 | 646                                                  | 195                                                  | 127                                                  |
| 1997                                                 | 565                                                  | 115                                                  | 140                                                  |
| 1998                                                 | 600                                                  | 130                                                  | 104                                                  |
| 1999                                                 | 512                                                  | 154                                                  | 84                                                   |
| 2000                                                 | 548                                                  | 174                                                  | 206                                                  |
| 2001                                                 | 606                                                  | 192                                                  | 120                                                  |
| 2002                                                 | 556                                                  | 164                                                  | 192                                                  |
| 2003                                                 | 560                                                  | 136                                                  | 135                                                  |
| 2004                                                 | 595                                                  | 163                                                  | 144                                                  |
| 2005                                                 | 685                                                  | 206                                                  | 180                                                  |
| 2006                                                 | 625                                                  | 194                                                  | 124                                                  |
| 2007                                                 | 635                                                  | 159                                                  | 152                                                  |
| 2008                                                 | -                                                    | -                                                    | -                                                    |
| 2009                                                 | 559                                                  | 132                                                  | 101                                                  |
| 2010                                                 | -                                                    | -                                                    | -                                                    |
| 2011                                                 | -                                                    | -                                                    | -                                                    |
| 2012                                                 | 485                                                  | 128                                                  | 119                                                  |
| 2013                                                 | 509                                                  | 114                                                  | 120                                                  |
| 2014                                                 | 486                                                  | 100                                                  | 120                                                  |
| 2015                                                 | 487                                                  | 131                                                  | 115                                                  |
| 2016                                                 | 523                                                  | 110                                                  | 95                                                   |
| 2017                                                 | 504                                                  | 160                                                  | 149                                                  |
| 2018                                                 | 503                                                  | 172                                                  | 149                                                  |
| 2019                                                 | 523                                                  | 112                                                  | 150                                                  |
| 2020                                                 | 298                                                  | 155                                                  | 80                                                   |
| 2021                                                 | -                                                    | -                                                    | -                                                    |
| 2022                                                 | 572                                                  | 361                                                  | 269                                                  |
| 2023                                                 | 540                                                  | 402                                                  | 311                                                  |
| 2024                                                 | 577                                                  | 382                                                  | 271                                                  |